# Age of Mythology: Retold
Age of Mythology: Retold (прев. Доба митологије: Поново испричана) је стратегија у реалном времену коју су развили World's Edge и Forgotten Empires, а објавили Xbox Game Studios. У питању је ремастеризована верзија игре Age of Mythology, коју је првобитно развио Ensemble Studios, која је објављена 2002. Игра је први пут презентована 25. октобра 2022. године. Retold је објављена за Windows и Xbox Series X/S 4. септембра 2024. године.

## Играње
Age of Mythology: Retold комбинује елементе оригиналне игрице са модерним дизајном стратегије у реалном времену и модерним визуелним приказима. Направљен а је користећи верзију Bang Engine-а за игрицу Age of Empires III: Definitive Edition, а све јединице и анимације су прављене испочетка. Музика је потпуно нова симфонијска верзија, са бројним подешавањима и модернизацијама, чиме се нуди више опција за играче.
Играчи могу да бирају митолошке богове из грчког, нордијског, египатског и атлантиђанског пантеона, користећи њихове моћи да призивају моћна створења и бацају божанске моћи против својих непријатеља. Игра садржи кампању од 50 мисија која води играче кроз различите митске светове, укључујући локације као што су Троја, Мидгард и Египат. Значајно је да Retold укључује само грчку, египатску, нордијску и атлантиђанску културу, искључујући садржај из експанзије Tale of the Dragon који је у игрицу укључио кинески пантеон. Ово је различито од дефинитивних издања игрица Age of Empires I, II и III, које су укључивале сав раније објављен званичан садржај при објављивању. Ипак, потврђено је да ће се кинески пантеон - заједно са једним другим, још неодређеним пантеоном - додати игри након објављивања. Играчи могу командовати јединицама инспирисаним светским митологијама, као што су кентаури, тролови, мумије и киклопи.
Способности митолошких јединица могу да се активирају од стране играча по вољи, уместо да их јединица аутоматски користи. Способност производње јединице такође се може подесити да се активира аутоматски, слично оригиналној игри. Лимит наклоности богова од 100 се мења или уклања. Божје моћи су сада генерално дизајниране да имају вишеструку употребу са временом хлађења пре поновне употребе, а поновна употреба неких од најмоћнијих Божјих моћи, попут Озирисовог сина, кошта божју наклоност. Ново доба чудеса уводи јефтиније коришћење божјих моћи, иако је однос тог доба са тренутним титанским добом неразјашњен. Функција ауто-економије је додата кроз системе као што је приоритет сељака. Темељи локације за остављање ресурса могу се изабрати са командне табле ресурса, а када се постави, оближњи неактивни сељанин ће му аутоматски бити додељен. Граница популације је повећана, а игра сада укључује праћење сунчевих зрака. Тастери са пречицама су приказани на иконама у командној табли, док су оклоп за разбијање, време поновног пуњења и множитељи напада приказани поред других атрибута јединице/зграде на информативној табли. Уређивач сценарија има опцију текстуалног филтера за брже проналажење објеката, а све надограђене јединице митова имају јединствене визуелне ефекте. Поред тога, игра обавештава играча када се приближи капацитету популацијског простора.

## Заплет кампање
Играчи улазе у свет у коме древни митолошки пантеони из различитих култура коегзистирају и такмиче се за доминацију. Грци, Нордијци, Египћани и Атлантиђани су сви уплетени у борбу, користећи своје божанске моћи у рату. Наративни лук игре је усредсређен на овај сукоб, при чему свака цивилизација доноси своје митове и легендарна створења на бојно поље. Играчи бирају пантеон и воде своје изабране богове и хероје до победе, обликујући судбину света сваком одлуком.

## Развој
Age of Mythology: Retold заједнички развијају World's Edge, Forgotten Empires, Tantalus Media, CaptureAge, и Virtuos Games. Игрica је први пут откривена 25. октобра 2022. World's Edge је објавио датум изласка игре 9. јуна 2024. на Xbox Summer Showcase-у. Биће објављена за Windows и Xbox Series X/S 4. септембра 2024. Игра има за циљ да комбинује елементе оригинала са модерним дизајном и визуелним изгледом, пружајући искуство како старим фановима тако и новим играчима. Програмери унапређују дефинитивна издања претходних Age of Empires игара како би направили игру коју су играчи замислили. Ово укључује додавање праћења сунчевих зрака, повећање границе популације и уградњу система за руковање специјалним ефектима.
Купцима премијум издања било је дозвољено од 12. до 14. јула 2024. да играју бета верзију игре која укључује богове грчке, египатске и нордијске цивилизације у режиму окршаја и игре за више играча и разне сценарије од јесени кампање трозубаца.
Игра је номинована за „Најбољу Microsoft Xbox игру“ на Наградама Gamescom 2024.